# Pink Hanamori
Pink Hanamori (花森 ぴんく?, Hanamori Pinku; Shizuoka, 5 novembre 1977) è una fumettista giapponese, principalmente nota per aver realizzato il manga di Principesse sirene - Mermaid Melody, scritto da Michiko Yokote.

## Biografia
Pink Hanamori debutta nel 2000 con Miss Dieter Heroine, manga breve in un solo capitolo che vince il premio degli esordienti indetto dalla rivista Nakayoshi. Successivamente pubblica altri one shot, Spogliati per me, Cherry Blossom e Moonlight Goddess Diana, raccolti nell'ultimo numero di Mermaid Melody - Principesse sirene, la sua opera più nota, cominciata nel 2002 e terminata nel 2005 al settimo tankōbon, adattata anche in un anime omonimo. Dal 2005 al 2007 pubblica Yume Yume Yu Yu, raccolto in 3 volumetti. Seguono Himitsu no Darling e il remake de La principessa Zaffiro, su testi di Natsuko Takahashi, serializzato dal 2008 al 2009 con il titolo Sapphire: Ribbon no Kishi.
Ha una sorella, Eriko Hata.

## Opere
Tutti i manga di Pink Hanamori sono stati pubblicati sulla rivista giapponese Nakayoshi. In Italia, le uniche opere, edite da Play Press Publishing, sono Mermaid Melody - Principesse sirene, Spogliati per me, Moonlight Goddess Diana e Cherry Blossom.

### Serie manga
- Principesse sirene - Mermaid Melody (ぴちぴちピッチ?) (2002-2005)
- Yume Yume Yu Yu (ゆめゆめ☆ゆうゆう?) (2005-2007)
- Himitsu no Darling (ひ・み・つのダーリン♥?)
- Fiancé wa Monster!? (フィアンセはモンスター！？?) (2007-2008)
- Sapphire: Ribbon no Kishi (サファイア リボンの騎士?) (2008-2009)

### Manga one shot
- Miss Dieter Heroine (ミス・ダイエッター★ヒロイン?) (2001)
- Spogliati per me (ヌードになって?)
- Moonlight Goddess Diana (月光女神-ムーンライトゴッデス-ディアナ?)
- Cherry Blossom (チェリー♥ブロッサム?)